# Stigmella nylandriella
Stigmella nylandriella là một loài bướm đêm thuộc họ Nepticulidae. Nó được tìm thấy ở khắp châu Âu (except bán đảo Iberia và the Balkan Peninsula), phía đông đến Nga, ở đó nó has been recorded from Bryansk, Murmansk, Karelia, Leningrad và Voronezh.
Sải cánh dài 4–5 mm. Con trưởng thành bay vào tháng 5 và tháng 6.
Ấu trùng ăn Sorbus aria, Sorbus aucuparia và Sorbus domestica. Chúng ăn lá nơi chúng làm tổ. 